# Saint-Michel-d’Halescourt
Saint-Michel-d'Halescourt – miejscowość i gmina we Francji, w regionie Normandia, w departamencie Sekwana Nadmorska.
Według danych na rok 1990 gminę zamieszkiwało 95 osób, a gęstość zaludnienia wynosiła 20 osób/km² (wśród 1421 gmin Górnej Normandii Saint-Michel-d'Halescourt plasuje się na 800. miejscu pod względem liczby ludności, natomiast pod względem powierzchni na miejscu 707.).